# القنطرة (مرجعيون)
القنطرة هي إحدى القرى اللبنانية من قرى قضاء مرجعيون في محافظة النبطية.